# Branka Frangeš Hegedušić
Branka Frangeš Hegedušić, pseudonim  Branka Kristijanović, (Zagreb, 15. lipnja 1906. – Zagreb, 6. prosinca 1985.) hrvatska slikarica, ilustratorica, crtačica knjiške opreme, grafička dizajnerica.
Kćer je poznatog hrvatskog kipara Roberta Frangeša Mihanovića i Ženke Kopač Frangeš, žene koja je osnovala Udrugu za očuvanje seljačke umjetnosti i obrta.
Branka Frangeš se udala za svog suradnika Krstu Hegedušića.
Završila je Akademiju u Zagrebu, tečaj čipkarstva,  a usavršavala se u Pragu gdje je učila unutarnje uređenje kod Jansena i Beču gdje je učila u na Manufakturi za goblen. Crteže sa socijalnom tematikom izlagala je s grupom Zemlja: 1934. i 1935. godine, te samostalno. Crtala je ekspresionistički. Bavila se zidnim slikarstvom i pastelom. Promicala je pučku umjetnost, zalagala se za očuvanje kulturne baštine i nacionalnog identiteta, pisala stručne članke. Pisala je u Obzoru, Jutarnjem listu, Zadrugaru, Književniku, Ženi u borbi.
Bila je ravnateljica Akademije primijenjenih umjetnosti u Zagrebu. 